# The Holy Man
Pour plus de détails, voir Fiche technique et Distribution.
The Holy Man est un film thaïlandais réalisé par Note Chern-Yim, sorti le 3 mars 2005.

## Synopsis
Frère Theng, un jeune moine, se rend au temple d'un petit village où les habitants croient encore aux fantômes et aux esprits. Réfléchissant comment aider les villageois à avoir un meilleur mode de vie, il essaie avec l'aide de deux suivants, Song et Pian, de faire tout son possible pour changer les habitudes des villageois. Mais ce n'est pas facile de les convaincre, surtout lorsque Frère Theng va devoir faire face à certaines personnes qui ne veulent justement pas que ces habitudes changent...

## Fiche technique
- Titre : The Holy Man
- Titre original : หลวงพี่เท่ง (Luang phii theng)
- Réalisation : Note Chern-Yim
- Scénario : Inconnu
- Production : Phranakorn Film (Thaïlande)
- Musique : Inconnu
- Photographie : Inconnu
- Montage : Inconnu
- Pays d'origine : Thaïlande
- Format : Couleurs - 1,85:1 - Dolby Digital - 35 mm
- Genre : Comédie
- Durée : 92 minutes
- Date de sortie : 3 mars 2005 (Thaïlande)

## Distribution
- Pongsak Pongsuwan : Theng
- Savika Chaiyadej : Paneang
- Note Chern-Yim : Song
- Somchai Sakdikul : Phem
- Sarawut Phumthong : Pian
- Petchtai Wongkamlao